# نهائي كأس فرنسا 1922
نهائي كأس فرنسا 1922 هي المباراة النهائية من منافسة كأس فرنسا 1921–22 ‏، أقيمت المباراة في 7 مايو 1922، في Stade Pershing ‏، بين فريقي نادي النجم الأحمر سانت أوين، وستاد رين، وفاز فيها نادي النجم الأحمر سانت أوين، بعد أن هزم ستاد رين، بنتيجة 2 - 0، وكان حكم المباراة Edmond Gérardin ‏، وحضر المباراة 25000 شخصاً.

## تفاصيل المباراة
لعبت المباراة النهائية في 7 مايو 1922.
| نادي النجم الأحمر سانت أوين            | 2 -0 | ستاد رين |
| -------------------------------------- | ---- | -------- |
| باول نيكولاس اغويلار 14 ' · No ID 87 ' |      |          |